# 纳西瑟斯 (卢梭)
纳西瑟斯或他自己的情人（Narcisse ou l'Amant de lui-même）是让-雅克·卢梭的一部早期喜剧剧本，大约创作于1729年。1752年12月18日 首次公演，并于1753年2月出版。
故事的男主角瓦莱雷是一个以自己容貌为傲的少年，竟然迷恋上了自己的女装的肖像，而放弃了女友安杰莉克。最终少年被说服，重新选择了安杰莉克。 